# Константин фон Альвенслебен
Раймар Константин фон Альвенслебен (нім. Reimar Constantin von Alvensleben; 26 серпня 1809, Айхенбарлебен, Королівство Пруссія — 28 березня 1892, Берлін, Німецька імперія) — прусський та німецький воєначальник, генерал від інфантерії (1870), брат генерала Густава фон Альвенслебена. 

## Біографія
Народився у дворянській родині, син підполковника прусської армії. Два брати Вернер і Густав також стали військовими і дослужилися до звання генерала. 
У 1827 році закінчив Берлінський кадетський корпус і у званні підпоручника вступив на службу до прусського війська. Служив у штабах, а також у військовому міністерстві. Із 1860 року у званні полковника служив начальником відділу військового міністерства. Учасник Другої Шлезвізької війни, із 1864 року — генерал-майор, із 1866 року — генерал-лейтенант. Під час австро-прусської війни 1866 року спершу був командиром 2-ї гвардійської бригади, а потім очолив 1-шу гвардійську піхотну дивізію. За успішні дії під час битви під Садовою був нагороджений орденом Pour le Merite. 
Під час французько-прусської війни 1870-1871 років — командир 3-го армійського корпусу. Відзначився у битві при Марс-ла-Тур, битві при Гравілотті та під час облоги Меца. У січні 1871 року розбив французів у битві за Ле-Ман. 
Із 1873 року — у відставці.

## Нагороди
- Орден Червоного орла
  - 4-го класу з мечами (1849)
  - 1-го класу з дубовим листям (16 червня 1871)
  - великий хрест з дубовим листям (12 січня 1892)
- Орден дому Саксен-Ернестіне, командорський хрест 1-го класу (квітень 1859)
- Орден Корони (Пруссія) 2-го класу (3 вересня 1863)
- Pour le Mérite з дубовим листям
  - орден (20 вересня 1866)
  - дубове листя (31 грудня 1870)
- Орден Святого Георгія 3-го ступеня (Російська імперія; 27 грудня 1870)
- Орден Святого Олександра Невського (Російська імперія)
- Залізний хрест 2-го і 1-го класу
- Орден Чорного орла (12 січня 1892)